# Nick Carter, le roi des détectives - Épisode 1: Guêt-apens
Nick Carter, le roi des détectives - Épisode 1: Guêt-apens er en fransk stumfilm fra 1908 af Victorin-Hippolyte Jasset.